# Jemgum
Jemgum település Németországban, azon belül Alsó-Szászország tartományban. Lakosainak száma 3624 fő (2023. december 31.). Jemgum Bunde és Weener községekkel határos.

## Népesség
A település népességének változása:
| Lakosok száma | 3564 | 3583 | 3581 | 3655 | 3675 | 3624 |
|               | 2016 | 2017 | 2019 | 2021 | 2022 | 2023 |